# Manuel de Matos Duarte Silva
Manuel de Matos Duarte Silva ou simplesmente Manuel Duarte (Rio Bonito, 1 de novembro de 1877 — Rio das Flores, 14 de maio de 1944) foi um jornalista e político brasileiro.

## Biografia
Filho do Cândido Alves Duarte Silva (Juiz Municipal de Saquarema e São Pedro da Aldeia) e de Henriqueta Augusta de Matos e Silva. Casou-se em primeiras núpcias com Jesuína Gertrudes de Andrade e em segundas núpcias, com Berenice César Vale.
Desde muito jovem, dedicou-se ao jornalismo, iniciando carreira no "Correio da Manhã" onde foi redator. Mas tarde foi fundador do jornal "Folha da Noite" e também colaborou no "O País", no "Século" e dirigiu "A Tribuna", a "Ilustração Brasileira", "O Malho" entre outros importantes periódicos fluminenses. 
Como deputado estadual de 1911 a 1923, dirigiu a Assembleia Legislativa em agosto de 1922. No ano seguinte, foi novamente eleito deputado estadual com a ajuda de Nilo Peçanha, sendo apontado na época, como um dos principais candidatos à presidência do estado.
Foi eleito deputado federal em fevereiro de 1924, com uma das maiores votações do estado, ao que pleiteou, em abril, a liderança da bancada fluminense na Câmara dos Deputados. Como membro da Comissão Executiva do Partido Republicano Fluminense (PRF), começou a ser cotado, em junho de 1925, para concorrer à presidência do estado do Rio de Janeiro. Reelegeu-se líder dos republicanos fluminenses na Câmara dos Deputados, em maio de 1926, conquistando a presidência da Comissão Executiva do partido em 1927, chegando ao Senado Federal ainda naquele ano.
Indicado pela convenção do partido, elegeu-se presidente do Rio de Janeiro, administrando o Estado de 23 de dezembro de 1927 a 24 de outubro de 1930. Durante seu governo foi promulgada a segunda constituição estadual após a proclamação da República, em 1928. Deposto pela Revolução de 1930, foi intimado a deixar o governo, pelo tenente-coronel Demócrito Barbosa, por ordem da Junta Governativa Provisória constituída na antiga capital federal. Integrou depois o Conselho Administrativo do estado do Rio de Janeiro, quando da interventoria de Amaral Peixoto.
Também foi secretário do prefeito Carlos Sampaio na cidade do Rio de Janeiro, então capital federal.